# Прущ (Дравський повіт)
Прущ (пол. Pruszcz, нім. Ratheide) — село в Польщі, у гміні Каліш-Поморський Дравського повіту Західнопоморського воєводства.
У 1975-1998 роках село належало до Кошалінського воєводства.